# 포의
포의(包衣, ᠪᠣᠣᡳ booi)는 포의인(包衣人, ᠪᠣᠣᡳ
ᠨᡳᠶᠠᠯᠮᠠ booi niyalma) 혹은 포의좌령관령하인(包衣佐領管領下人)은 청대(淸代) 팔기제도(八旗制度) 아래에서 황제(皇帝)와 종실왕공(宗室王公) 집에서 대대로 복역하는 노복 집단이다. 유래와 관리상 좌령하인(佐領下人), 관령하인(管領下人), 장두인(莊頭人) 세 부류로 구분된다. 주로 부원(府員)•호위(護衛)•수시(隨侍)•장두(莊頭)•능침원침수호(陵寢園寢守護) 등 여러 차사(差使)를 맡았고, 관가무(管家務)•공차역(供差役)•수시(隨侍) 등에 종사하였기에, 내팔기(內八旗)라고도 불렸다. 외팔기(外八旗)라는 보다 군사 직능을 갖춘 기분좌령(旗分佐領)과는 상대되는 개념이지만, 전시에는 포의도 참전한다. 황제 직속 상삼기포의(上三旗包衣)는 내무부속(內務府屬)이라 칭하며, 내삼기포의(內三旗包衣)라고도 한다. 기주왕공(旗主王公)에 속한 하오기포의(下五旗包衣)는 왕공부속(王公府屬)이라 하며, 대부분은 관외(關外, 산해관에 들어가기 이전 후금과 청 시기) 시기에 포의로 편입되었다. 포의는 천민(賤民)이 아니며, 노복 신분은 황실과 종실왕공과 더불어서만 말할 뿐 사회적으로는 기본적으로 팔기 중 일반 기인과 동등한 등급이다. 이들도 자신만의 관등계급과 재산과 기하가노(旗下家奴)가 있을 수 있다. 건륭(乾隆) 21년(1756)부터 팔기생계(八旗生計) 문제로 하오기 한인포의(漢人包衣)가 대량으로 방출되면서 인구가 점점 감소되었다. 청말 포의 인구는 경기(京旗) 전체 정호기인(正戶旗人)의 11.7% 정도를 차지하였다.

## 개요
최초로 포의라는 단어가 등장한 것은 『만주실록(滿洲實錄)』청실록(淸實錄) 기록이다. 최초의 유래는 여진(女眞) 부족의 하층 성원, 통치 가문 입양, 접수한 비혈연 관계 가문, 씨족 성원과 일부 외척 족인 등이다. 내부(內府) 완안씨(完顔氏)는 청태조(淸太祖) 누르하치(Nurhaci, 努爾哈赤)와 인척관계가 있어 포의로 편입되었다. 이외에도 청태조를 따라 기병한 많은 훈척(勛戚)들은 모두 포의에 예속되었고 팔기제도 정립 후에도 변함이 없었다. 이들은 통치 가문과 결성한 특수 관계로, 이로 인해 이들은 신뢰를 가장 많이 받았으며, 또한 가장 충성스러운 가신, 가복, 조수이기도 하며 심지어 주인의 친구이기도 하였다. 누르하치 가문 세력이 계속 확대되면서 포의의 유래도 점점 복잡해진다. 포의 유래도 기존의 것에서 전쟁 포로와 계약노복과 죄인으로까지 확대된다. 이후 이들을 주체로 하는 포의 성원 신분도 점점 안정되어 하나의 노복 계층 형상이 역사 속에 등장하기 시작한다.
기제(旗制) 수립 이후에 포의를 위한 포의좌령(包衣佐領)과 관령(管領, ᡥᠣᠨᡨᠣᡥᠣ hontoho)이 설치되었다. 이 위에 참령(參領)이 설치되었다. 좌령의 수는 만주좌령이 가장 많고 기고(旗鼓)가 다음이며, 고려좌령(高麗佐領), 회자좌령(回子佐領), 번자좌령(番子佐領)이 가장 적다. 그중 만주좌령 중 종실과 기오로(覺羅) 예속 포의도 있었으며, 종실왕공의 사생자가 받아들여지지 못하고 다른 집에 양자로 들어가 기고좌령에 예속된 경우도 있었다. 옹정(雍正) 연간 이전 하오기 한산종실(閑山宗室)과 기오로가 모두 부속포의(府屬包衣)로 편입된 적이 있다. 이후 일부 종실은 비록 기분좌령으로 다시 편입되었지만 포의좌령에 계속 예속된 자들은 청말까지 지속되었다. 상삼기포의는 자신의 호적이 있고, 정호(正戶)에 속하며, 지위는 정신기인(正身旗人)에 속한다. 이들이 조성한 황실에 복무하는 기구인 내무부(內務府)는 환관의 궁내 권력과 같으며, 환관 전권 가능성을 낮췄다. 하오기포의에도 일부 자기 호적을 가진 사람이 있고, 다른 일부는 주인의 호구 안에 의부한 경우도 있다. 포의기적(包衣旗籍)에 속한 사람은 후비 가문의 대기(擡旗, 출신 상승을 위한 기적이 높아지는 것), 전공을 세우는 것, 관원에 대한 표창, 형벌 재심 등을 제외하고는, 신분은 대대로 고정되며, 낳은 자녀는 가생자(家生子, ᡠᠵᡳᠨ ujin), 그 다음 세대에 태어난 자녀는 이배노(二輩奴, ᡶᡠᡵᠨᠠ furna), 삼배노(三輩奴, ᠪᠣᠯᡤᠣᠰᡠ bolgosu)라고 하는 등 대대로 주인 가문에 복무한다. 대수가 많아질 수록 주인의 신뢰를 받으며, 지위도 더 높아지면서 중요한 사무를 맡게 된다. 청의 입관(入關) 이후 포의는 더욱 광범위하게 과거(科擧)에 참여할 수 있었고 관직에 오를 수도 있었다. 갑병(甲兵)도 갖춰 각종 병영(兵營)을 조직할 수 있었다. 상삼기포의는 황제 직속이기에 황제가인(皇帝家人)에 속하였고, 지위나 벼슬길 및 군적 충원의 기회도 하오기포의보다 훨씬 높았다. 하오기포의는 왕공(王公)의 사적 소속이기에, 관직 진출 기회도 왕공부(王公府) 직함으로 제한되었다. 그러나 조정이 일단 하오기포의를 관으로 삼으면 주인 가문의 승낙이 필요 없었다. 청조가 망할 때까지 포의는 문무 겸직의 유능한 인재들로서 봉강대리(封疆大吏, 총독이나 순무 등 지방 행정 최고 장관)에 오른 이들이 매우 많았다.
포의는 노복이기는 하지만 주인이 포의의 인신을 함부로 침범할 권한은 없었다. 황제는 포의를 학대한 왕공 주인을 율례(律例)에 따라 처벌하였다. 그러나 주인의 포의 학대는 자주 발생하였다. 심한 사례로, 도광(道光) 18년(1838) 돈친왕(惇親王) 면개(綿愷)가 포의를 감금한 사건이 있다. 돈친왕 면개는 사소한 일로 속하 포의 80여 명을 잇달아 감금하였고, 후에 사람들에게 고발당하였다. 도광제(道光帝)는 대노하여 면개를 군왕(郡王)으로 강등하고, 종령(宗令)과 도통(都統) 등의 직함을 혁직하였으며, 벌봉(罰俸) 3년에 처하였다. 충격을 받은 면개는 같은해 12월에 사망하였다. 또한 포의와 주인이 서로 잘 지내는 경우도 많았다. 이외에도 사나운 노비[悍僕]의 세력이 커지면서 역으로 왕공 주인을 억압한 사례도 있었다. 강친왕부(康親王府) 포의 장봉양(張鳳陽)은 강친왕 걸서(傑書)의 장인의 집을 때려 부수었다. 이외에도 일부 장두를 맡은 자들이 청 중후기에 실제로 주인의 땅을 감독하면서 전호(佃戶)에게 토지를 빌려 소작하게 하여 '이지주(二地主)'가 되었다.
포의 중에도 세작세직(世爵世職, 대대로 관작이나 직급을 받음)에 봉해진 집이 있었다. 그중 대부분은 기분좌령(旗分佐領)에 대기(擡旗)되었으며, 혹은 포의에 남아있는 자도 있었다. 삼등남작(三等男爵) 호해(胡海), 장시천(張時薦), 작타르(扎克塔爾)가 있다. 세직에 봉해진 자는 이등경거도위(二等輕車都尉) 바르허(白邇赫), 과색(侉色) 등이 있다.

## 중의
포의 조직은 팔기제도 이전에 등장하였기에, 초기에도 황제와 종실왕공 이외에 이성(異姓) 훈척 귀족 가문, 팔분종실(八分宗室)에 들어가지 않은 가문, 일반 기인 가문의 노복을 모두 가리킬 수 있었다. 그러나 포의제도가 팔기 내에서 완성됨에 따라 혼란을 막고자 순치(順治) 말기부터 이성기인의 사노비가 중국어에서 기하가노(旗下家奴) 혹은 팔기호하가노(八旗戶下家奴) 등으로 불렸다. 법률, 혼인, 정치권리, 등의 지위에서 모두 포의보다 한참 낮았다.

## 참고문헌
- 杜家骥 (2008). 《《八旗与清朝政治论稿》》. 人民出版社. ISBN 9787010067537. 2013년 11월 2일에 원본 문서에서 보존된 문서. 2012년 12월 18일에 확인함.
- 福格 (1984). 《《听雨丛谈》》. 中华书局. ISBN 9787101016987. 2013년 11월 15일에 원본 문서에서 보존된 문서. 2012년 12월 18일에 확인함.
- 金启孮 (2009). 《《金启孮谈北京的满族》》. 中华书局. ISBN 9787101068566. 2021년 2월 23일에 원본 문서에서 보존된 문서. 2012년 12월 18일에 확인함.
- 赖慧敏 (2011). 《《清皇族的阶层结构与经济生活》》. 辽宁民族出版社. ISBN 9787549700240. 2021년 2월 23일에 원본 문서에서 보존된 문서. 2012년 12월 18일에 확인함.
- 《满族简史》编写组; 《满族简史》修订本编写组 (2009). 《《满族简史》》. 民族出版社. ISBN 9787105087259. 2020년 8월 4일에 원본 문서에서 보존된 문서. 2012년 12월 19일에 확인함.
- 祁美琴 (2009). 《《清代内务府》》. 辽宁民族出版社. ISBN 9787807226734. 2021년 2월 23일에 원본 문서에서 보존된 문서. 2012년 12월 18일에 확인함.
- 昭梿 (1980). 《《啸亭杂录》》. 中华书局. ISBN 9787101017519. 2017년 11월 14일에 원본 문서에서 보존된 문서. 2012년 12월 18일에 확인함.
- 郑天挺 (2009). 《《探微集》》. 中华书局. ISBN 9787101069853. 2021년 1월 9일에 원본 문서에서 보존된 문서. 2012년 12월 18일에 확인함.